# Полезные ископаемые Финляндии
На территории Финляндии обнаружены значительные запасы руд ванадия, хрома, апатитов (второе место в Европе после Украины, 1998), кобальта (третье место в Европе), а также торфа, руд железа, меди, цинка, никеля и нерудных полезных ископаемых (табл. 1).

## Основные полезные ископаемые Финляндии состоянию на 1998—1999 гг.
| Полезные ископаемые          | Запасы         | Запасы | Содержание полезного компонента в рудах, % | Доля в мире, % |
| Полезные ископаемые          | Подтвержденные | Общие  | Содержание полезного компонента в рудах, % | Доля в мире, % |
| Металлы платиновой группы, т | 248            |        | 1,15 г/т                                   |                |
| Барит, тыс. т                | 200            | 200    | 44 (BaSO4)                                 | 0,1            |
| Железные руды, млн т         | 175            | 275    | 30 (Fe)                                    | 0,1            |
| Золото, т                    | 16             | 60     | 3,2 г/т                                    |                |
| Кобальт, тыс. т              | 23             | 34     | 0,05 (Со)                                  | 0,4            |
| Медь, тыс. т                 | 120            | 730    | 0,8 (Cu)                                   |                |
| Никель, тыс. т               | 10             | 110    | 0,7 (Ni)                                   |                |
| Ртуть, тыс. т                |                | 1      | 0,001                                      | 0,7            |
| Свинец, тыс. т               | 50             | 50     | 0,3 (Pb)                                   |                |
| Серебро, т                   | 800            | 2000   | 50 г/т                                     | 0,1            |
| Апатит, млн т                |                | 6,3    | 7 (Р2О5)                                   |                |
| Цинк, тыс. т                 | 723            | 1518   | 2,7 (Zn)                                   | 0,3            |
| Хромовые руды, млн т         | 70,4           |        | 26 (Cr2O3)                                 | 1,55           |

Железо Месторожд. железняка расположены в центр. и сев.-западной частях страны и связаны с лептитовой формацией карельского орогенеза. Руды представлены железистыми кварцитами (месторожд. Пахтовара), апатито-магнетитами (Каймаярви и др.), магнетитовыми скарнами (Тервола, Ориярви) и ильменит-магнетитами (Отанмяки и др.). Разрабатываются комплексные магматические и скарновые месторожд.
Титановые и ванадиевые руды приурочены к вост. окрестности крупнейшей титанорудной провинции Балтийского щита. Месторожд. связаны с нижне-и середне-протерозойскимы ультраосновними массивами габбро-пироксенит-дунита и контролируются разломами субмеридионального простирания. Осн. запасы титановых и ванадиевых руд сосредоточены в месторожд. Отанмяки и Муставара.
Хромовые руды сконцентрированы в едином пром. месторожд. Кеми, расположенном на сев. берегу Ботнического залива. Месторожд. связано с массивом анортозит-серпентинитового состава, залегающим на контакте кварцитов и сланцев с гнейсами архея. Запасы хромитов месторожд. Кеми оцениваются в 50 млн т при содержании триоксида хрома 24,8 %. Соотношение Cr к Fe в рудах 1,55:1.
Руды цветных металлов сульфидного типа (меди, никеля, кобальта и др.) сосредоточены в пределах Ладожско-Ботнического пояса (главный сульфидный пояс Финляндии) сев.-зап. простирания. Гл. месторожд. медно-никелевых руд приурочены к эффузивно-осадочным метаморфическим образованиям. Выявлено медно-никелевое Ликвационное месторождение, связанное с ультрамафитами (Коталахтинскаа зона сульфидного пояса — месторожд. Коталахти, Хитура, Маккола и др., среднее содержание никеля 0,7-1,2 %, меди 0,3 %), и колчеданные стратиформные месторожд. карельского типа, ассоциирующиеся с черными графитовыми сланцами (месторожд. Оутокумпу, Вуонос, Хаммаслахти и др.; содержание меди 1-3,5 %, кобальта 0,2 %, никеля 0,1 %, цинка 1-7 %, золота 0,8-1 г / т, серебра 8-11 г / т).
Месторождения полиметаллических руд имеются в юж. части Балтийского щита и связаны с породами лептитовой формации. Руды, кроме свинца и цинка, содержат медь, золото, серебро и др. элементы.
Месторождения руд благородных металлов расположены в пределах Главного сульфидного пояса, в зоне никеленосных месторожд. в южн. части страны, в районе Кеми и в сев. Лапландии. Золото, серебро и платиноиды есть в рудах сульфидных месторожд. (Оутокумпу, Виханти, Ваммала и др.), месторожд. золото-сульфидной формации с кварцем (Ильоярви, Гавери), в россыпях донного типа (Инари, Лемменйоки), а также вместе с урановой минерализацией — в кварцито-конгломератах среднего докембрия (Паукаянваре). Прогнозные ресурсы платиноидов Финляндии незначительны и составляют до 300 т (~ 0,6 % мировых).
Месторождения руд редких металлов связаны с пегматитами и карбонатитами. Пегматитовые жилы обнаружены гл. обр. в Юго-Финляндской и Центрально-Финляндской зонах, обрамляют орогенный массив гранитов рапакиви. Осн. месторожд. — Кемийо и Кангасала. В пегматитах обнаружены сподумен, лепидолит, монацит, берилл, колумбит, апатит и др. минералы. Наиболее известные карбонатитовые месторожд. — Сокли (Финская Лапландия) и Силиньярви (центр. часть Главного сульфидного пояса). Руды содержат пирохлор, флогопит, циркон, бадделеит, ильменит, магнетит (до 25 %), апатит. Флуорапатит содержит 1,2 % SrO и 0,4 % оксидов редких земель.
Уран Месторождения урановых руд приурочены к карельского кварцито-сланцевому комплексу и к его границе с архейским гранулит-гранито-гнейсовым комплексом. Крупнейшие месторождения: Кесанкитунтури (Колари) Палтамо, Ноутиярви и группа месторожд. Паукаянваре.
Нерудные минеральные ресурсы На терр. Финляндии обнаружено значительное кол-во месторожд. нерудных полезных ископаемых: апатитовых руд, каолина, полевого шпата, известняка, талька, асбеста, волластонита , барита и др.